# Candy Store Rock
A Candy Store Rock az angol Led Zeppelin együttes dala az 1976-os Presence albumukról. A szám kislemezen is megjelent az Amerikai Egyesült Államokban 1976. június 18-án, de a listákra nem került fel.  Szerzője Jimmy Page gitáros és Robert Plant énekes volt.

## Történet
A dal az 1950-es évek rock and roll számainak a stílusában íródott. Közponban Robert Plant éneke van, aki a dalszöveget a rockabilly előadók tiszteletére írta. John Bonham dobosra itt nem a bombasztikus játékstílus a jellemző, hanem a cintányérok és a gitárok közötti, visszafogottabb kölcsönhatás. Jimmy Page gitárszólója a dal közepe táján helyezkedik el, ami rövid és kimért. Az együttes a számot a Musicland Studios-ban Németországban rögzítette, 1975 november/december hónapokban, amikor a Presence albumon dolgoztak. A "Candy Store Rock" megírása mindössze egy órát vett igénybe. Plant egy kerekesszékből énekelte fel a részeit, mivel  ebben az időben gyógyuló félben volt egy görögországi autóbaleset következtében. Az énekesnek ez az egyik kedvenc dala a Presence albumról.
A dal soha nem szerepelt élőben a Led Zeppelin koncerteken, kivéve Cincinnatiban (Ohioban)  1977. április 20-án. Ezen a Short River Coliseumban adott fellépésen is csak egy rövid bemutatót tartottak a számból. Legközelebb 1995. július 26-án a Wembley Arenaban, Page és Plant a Black Dog közben egyperces improvizáció keretében megidézte a szerzeményt. Teljes egészében 2001. július 7-én Montreuxban adta elő Page és Plant.
A "Presence" korabeli kritikái közül Stephen Davis a Rolling Stone írója úgy vélekedett a dalról, hogy tökéletesen felidézi azt a Los Angeles-i miliőt, amelyben a zenekar alkotott a lemezfelvétel során. Ezenkívül szentségtelen hibridként írt a dalról, amelyben Buddy Holly és David Bowie jellemzői keverednek. A "Presence" (Deluxe Edition) újrakiadásának apropóján a Popmatters is közölt írást, melynek kritikusa Andrew Doscas szerint a dal előzménye a Rock and Roll című tétel a zenekar negyedik albumáról. Robert Plant később azt nyilatkozta hogy az Achilles Last Stand mellett ez a dal "mentette meg" a Presence albumot. A felvételek idején viharos időket élt át az énekes, és az itt hallható ritmusszekció játéka inspiráló hatással volt rá.

## Közreműködők
- Jimmy Page – gitár
- Robert Plant – ének
- John Paul Jones – basszusgitár
- John Bonham – dob